# Maurice Martin du Gard
Pour les articles homonymes, voir Maurice Martin, Martin du Gard, Martin et Gard (homonymie).
Maurice Martin du Gard, né le 7 décembre 1896 à Nancy et mort le 9 février 1970 à Versailles, est un écrivain et journaliste littéraire français.
Il est le petit-cousin du romancier Roger Martin du Gard et le père de l'athlète et architecte Jean-Paul Martin du Gard. Il avait épousé Anne Henriette Oettinger (1892-1995) dont il avait divorcé.

## Biographie
Après avoir dirigé la revue littéraire Les Écrits nouveaux de 1917 à 1922, Maurice Martin du Gard fonde les Nouvelles Littéraires, revue qu'il a dirigée de 1922 à 1936. Il continuera à y tenir la chronique dramatique jusqu'à la guerre.
Dans son œuvre majeure, Les Mémorables, il brosse un portrait des grands intellectuels des années 1920 à 1940 qu'il a très bien connus. On y trouve ainsi une galerie de scènes où « revivent » sous nos yeux Paul Valéry, Paul Claudel, François Mauriac, André Gide, André Suarès, Jean Cocteau, Edmond Jaloux ou Sacha Guitry.
Proche des idées de la Révolution nationale, il fera partie des rédacteurs de la revue Idées, organe officiel de l’idéologie de Vichy,, avec notamment Drieu La Rochelle et de Fabrègues.
Il publiera ensuite Une chronique de Vichy en 1948 : il s’y présente comme un observateur, et non comme un acteur, du « drame étrange » de Vichy.
Il est inhumé au cimetière des Gonards de Versailles.

## Œuvres
Liste de l’édition des Mémorables de Gallimard, parfois enrichie de la précédente liste de Wikipédia[pas clair].
- Signes des temps (poèmes), Émile-Paul, 1922 ;
- Impertinences, portraits contemporains, Camille Bloch, 1924 ;
- Feux tournants, nouveaux portraits contemporains, Camille Bloch, 1925 ;
- Jules Tellier, Édouard Champion, 1925 ;
- De Sainte-Beuve à Fénélon — Henri Bremond, Kra, 1927 ;
- Vérités du moment, NRC, 1928 ;
- Carte rouge, Flammarion, 1930 ;
- Le Retour de Prague, Kra, 1930 ;
- Belgique 1930, Cahiers libres, 1931 ;
- Courrier d’Afrique (Sénégal, Soudan, Guinée), Flammarion, 1931 ;
- Lettres du Nord, Kra, 1931 ;
- Moralités libérales, NRC, 1932 ;
- Soirées de Paris, Flammarion, 1932 ;
- Terres divines (Palestine, Syrie, Égypte, Grèce), Flammarion, 1933 ;
- Le Voyage de Madagascar, Flammarion, 1934 ;
- Lettres portugaises, Flammarion, 1934 ;
- Un Français en Europe, Flammarion, 1935 ;
- Caractères et confidences, Flammarion, 1936 ;
- Harmonies critiques, Kra, 1936 ;
- Pour l’empire, Flammarion, 1937 ;
- L’Appel du Cameroun, Flammarion, 1939 ;
- Petite suite de maximes, Flammarion, 1944 ;
- La Chronique de Vichy, Flammarion, 1948 (réédition Flammarion, 1976, extraits en ligne) ;
- La Carte impériale, histoire de la France outre-mer 1940-1945, André Bonne, 1949 ;
- Les Mémorables, tome 1, Flammarion, 1957 ;
- Les Mémorables, tome 2, Flammarion, 1960 ;
- Climat tempéré, Plon, 1964 ;
- Les Libéraux. De Renan à Chardonne, Plon, 1967 ;
- Les Mémorables, tome 3, Grasset, 1978 ;

Les Mémorables ont été réédités par Gallimard en 1999, reprenant les trois volumes de Flammarion sur 1 090 pages.